# Daniel Jones (Fußballspieler)
Daniel Jeffrey Jones (* 23. Dezember 1986 in Wordsley) ist ein englischer Fußballspieler. Der bei den Wolverhampton Wanderers ausgebildete linke Mittelfeldspieler und offensive Außenverteidiger kam erst während seiner Ausleihphasen bei den drittklassigen Northampton Town und Oldham Athletic zu regelmäßigen Einsätzen und steht seit Beginn der Saison 2010/11 bei Sheffield Wednesday unter Vertrag.

## Sportlicher Werdegang
Der im südlich von Wolverhampton gelegenen Dorf Wordsley geborene Daniel Jones trat im Alter von zehn Jahren der Jugendmannschaft der Wolverhampton Wanderers bei und war ab 16 Jahren vollständig in der Akademie des Klubs integriert. Kurz nach seinem 18. Geburtstag unterzeichnete er im Januar 2005 seinen ersten Profivertrag, nachdem er sich im Herbst 2004 während eines Trainingsunfalls noch das Bein gebrochen hatte. Er debütierte am 1. April 2006 für den Zweitligisten bei der 0:2-Niederlage gegen Plymouth Argyle und es folgten acht Ligaeinsätze in der Saison 2006/07. Der endgültige Durchbruch blieb aber vor allem in der zweiten Saisonhälfte aus.
Zu Spielpraxis kam Jones erst ab August 2007 wieder, als er bis Januar 2008 an den Drittligisten Northampton Town ausgeliehen wurde. Dort entwickelte er seine Stärken, die auf der Außenbahn in der Antrittschnelligkeit und einem körperbetonten Spiel lagen, und war auf Anhieb Stammspieler. Kurz nach seiner Rückkehr zu den „Wolves“ und einem Kurzeinsatz für seinen Heimatverein gegen Sheffield Wednesday (2:1) überzeugten die „Cobblers“ im März 2008 die Vereinsführung von einer erneuten Ausleihe, die dann bis zum Saisonende andauerte.
In der Spielzeit 2008/09 entschieden sich die „Wolves“ dazu, Jones einerseits mit einem neuen Vertrag bis 2010 mittelfristig zu binden, ihm kurzfristig aber nach der guten Erfahrung in der vergangenen Saison mit einem neuen Ausleihgeschäft wieder zu Spielpraxis zu verhelfen. Die Wahl fiel nun auf den Drittligisten Oldham Athletic, der Jones ursprünglich für einen Monat ausborgen wollte, dann aber nach erfolgreichem Einstand eine Verlängerung bis zum 3. Januar 2009 erreichte. Eine Woche früher als geplant kehrte Jones zunächst aufgrund einer Knieverletzung zu den „Wolves“ zurück, spielte dann aber wie im Northampton ab Februar 2009 bei den „Latics“ in Oldham die Saison zu Ende. Im September 2009 wechselte er – ein weiteres Mal auf Leihbasis – zum Viertligisten Notts County und trotz einiger Gerüchte über einen dauerhaften Transfer kehrte Jones zum Jahreswechsel zu den Wolves zurück. Nach einer weiteren Leihphase bei den Bristol Rovers von Februar 2010 an bis zum Ende der Saison 2009/10 unterschrieb er beim Drittligisten Sheffield Wednesday einen neuen Dreijahresvertrag.